# Wilwisheim
Wilwisheim település Franciaországban, Bas-Rhin megyében. Lakosainak száma 768 fő (2022. január 1.). Wilwisheim Melsheim, Dettwiller, Gottesheim, Ingenheim és Lupstein községekkel határos.

## Népesség
A település népessége az elmúlt években az alábbi módon változott:
| Lakosok száma | 716  | 726  | 733  | 725  | 728  | 732  | 735  | 747  | 768  |
|               | 2013 | 2015 | 2016 | 2017 | 2018 | 2019 | 2020 | 2021 | 2022 |